# Now Apocalypse
Now Apocalypse es una serie de televisión estadounidense de comedia que se estrenó el 10 de marzo de 2019 y finalizó el 12 de mayo de 2019 en Starz. El 26 de julio de 2019, se anunció que se canceló después de una temporada.

## Sinopsis
Now Apocalypse sigue a «Ulysses y sus amigos, Carly, Ford y Severine; quienes se encuentran en diversas búsquedas en busca del amor, el sexo y la fama. Además explora la identidad, la sexualidad y el arte, mientras navega por la extraña y a menudo desconcertante ciudad de Los Ángeles. Las aventuras románticas en una aplicación de citas, Ulysses se vuelve cada vez más preocupado a medida que sus sueños premonitorios le hacen pensar – ¿hay algún tipo de conspiración oscura y monstruosa en marcha, o simplemente está fumando demasiada hierba?»

## Reparto

### Principales
- Avan Jogia como Ulysses
- Kelli Berglund como Carly
- Beau Mirchoff como Ford
- Roxane Mesquida como Severine

### Recurrentes
- Evan Hart como Lars
- Taylor Hart como Klaus
- Tyler Posey como Gabriel
- Jacob Artist como Isaac
- Chris Aquilino como Kai
- Desmond Chiam como Jethro
- RJ Mitte como Leif
- Grace Victoria Cox como Amber
- Kevin Daniels como Barnabas
- Avra Friedman como Magenta

## Episodios
| N.º | Título                             | Dirigido por | Escrito por                                                       | Fecha de emisión original | Audiencia (millones) |
| --- | ---------------------------------- | ------------ | ----------------------------------------------------------------- | ------------------------- | -------------------- |
| 1 | «This is the Beginning of the End» | Gregg Araki  | Historia de: Gregg Araki Guion de: Gregg Araki y Karley Sciortino | 10 de marzo de 2019       | 0.147                |
| Ulysses finalmente se encuentra con Gabriel, el chico atractivo al que le ha estado enviando mensajes de texto. Se esconden en un callejón, y ambos sienten algo por el encuentro. La trabajadora sexual en línea, Carly, está aburrida con Jethro, el actor con el que está saliendo. El guionista aspirante a Ford es abordado por un productor, Barnabas. Quiere ser exclusivo con la teórica astrobiológica, Severine, pero ella prefiere una relación abierta. Ulysses se encuentra en la escena de su pesadilla recurrente, en la que un alien reptiliano viola a un hombre sin hogar. |                                    |              |                                                                   |                           |                      |
| 2 | «Where is My Mind?»                | Gregg Araki  | Historia de: Gregg Araki Guion de: Gregg Araki y Karley Sciortino | 17 de marzo de 2019       | 0.124                |
| Tratando de darle sentido a su visión, Ulysses lee sobre una supuesta conspiración que involucra a extraterrestres reptilianos que se infiltran en la sociedad de la Tierra. Barnabas lleva a Ford a un estreno de cine, donde se encuentra con el famoso director Otto West. Severine atrae a Ford a un trío con Daphne, pero Severine prefiere mirar. Jethro encuentra el escondite de los juguetes sexuales de Carly, y acepta que ella lo azote. |                                    |              |                                                                   |                           |                      |
| 3 | «The Rules of Attraction»          | Gregg Araki  | Historia de: Gregg Araki Guion de: Gregg Araki y Karley Sciortino | 24 de marzo de 2019       | 0.091                |
| Ulysses está desconcertado por la desaparición de Gabriel. Otto convence a Ford para posar para él. La investigación de Severine continúa. La maestra de actuación de Carly, Frank, trata de seducirla. Ford está molesto cuando Severine tiene relaciones sexuales con su ex, Mustafa. Ulysses recibe un mensaje en medio de la noche de Gabriel, y acepta a regañadientes reunirse con él. |                                    |              |                                                                   |                           |                      |
| 4 | «The Downward Spiral»              | Gregg Araki  | Historia de: Gregg Araki Guion de: Gregg Araki y Karley Sciortino | 31 de marzo de 2019       | 0.082                |
| Ulysses tiene relaciones sexuales con un heterosexual casado, que entrega paquetes. Ford lleva a Ulysses a un grupo de apoyo de hombres. Severine sospecha que está siendo observada y seguida. Carly entrevista a nuevos compañeros de cuarto. Ford le dice a Severine que estaba molesto cuando se acostó con Mustafa, y ella sugiere que solo intenten tener relaciones sexuales con otras personas juntos. |                                    |              |                                                                   |                           |                      |
| 5 | «Stranger Than Paradise»           | Gregg Araki  | Historia de: Gregg Araki Guion de: Gregg Araki y Karley Sciortino | 7 de abril de 2019        | 0.085                |
| Ford lleva a Severine, Ulysses y Carly a una lujosa fiesta de celebridades en Palm Springs. Ulysses tiene un brusco encuentro con el conspirador teórico Mitchell Kent. Severine se apresura a volver a Los Ángeles para una emergencia laboral. Carly se siente atraída por Leif, un escultor con parálisis cerebral, pero se resiste a tener relaciones sexuales con él debido a Jethro. Ulysses tiene relaciones sexuales con una camarera de la fiesta. Cuando un desanimado Ford se desmaya, Ulysses atrapa a Barnabas tocándolo. |                                    |              |                                                                   |                           |                      |
| 6 | «She's Lost Control»               | Gregg Araki  | Historia de: Gregg Araki Guion de: Gregg Araki y Karley Sciortino | 14 de abril de 2019       | 0.080                |
| Ulysses ayuda a Carly a filmar su serie web, Zorras. Ford no está contento de que Severine pase tanto tiempo en el trabajo. La agente de Carly la deja. Ford se enfurece cuando Ulysses le advierte sobre Barnabas y Otto. |                                    |              |                                                                   |                           |                      |
| 7 | «Anywhere Out of the World»        | Gregg Araki  | Historia de: Gregg Araki Guion de: Gregg Araki y Karley Sciortino | 21 de abril de 2019       | 0.052                |
| Severine lleva a Ford a una lujosa fiesta sexual. Ford se horroriza al descubrir que Otto ha usado sus fotos para anuncios de ropa interior pegados en todo Los Ángeles. Ulysses tiene una cita romántica con el trabajador social, Isaac. |                                    |              |                                                                   |                           |                      |
| 8 | «Unknown Pleasures»                | Gregg Araki  | Historia de: Gregg Araki Guion de: Gregg Araki y Karley Sciortino | 28 de abril de 2019       | 0.093                |
| Carly lleva a Jethro a un club de BDSM. Severine sorprende a Ford al organizar un trío con un hombre que dijo que era atractivo, pero Ford no puede llevarlo a cabo. Ulysses e Isaac están muy interesados entre sí. |                                    |              |                                                                   |                           |                      |
| 9 | «Disappear Here»                   | Gregg Araki  | Historia de: Gregg Araki Guion de: Gregg Araki y Karley Sciortino | 5 de mayo de 2019         | 0.069                |
| Isaac le cuenta a Ulysses sobre una creciente epidemia entre la población local de personas sin hogar en la que tienen ilusiones de ser agredidos sexualmente por extraterrestres. Carly se encuentra con Leif, el tipo que casi se acuesta en Palm Springs. Ulises e Isaac se convierten oficialmente en novios, e Isaac le da a Ulysses una llave de su departamento. Ford se molesta cuando Severine e llamada para ir a Roswell, Nuevo México, por tiempo indefinido para trabajar. Jethro descubre el trabajo secundario de Carly como camgirl cuando, sin darse cuenta, la solicita en el sitio web. Mientras Ford rompe el número de teléfono que recibió de otra mujer, Severine tiene un trío con sus compañeros gemelos, Lars y Klaus. |                                    |              |                                                                   |                           |                      |
| 10 | «Everything Is Gone Forever»       | Gregg Araki  | Historia de: Gregg Araki Guion de: Gregg Araki y Karley Sciortino | 12 de mayo de 2019        | 0.064                |

## Producción

### Desarrollo
Gregg Araki habiendo trabajado en televisión dirigiendo algunos episodios de varias series, decidió crear su propia serie televisiva basándose inicialmente en la serie de misterio Twin Peaks. Reacio al hacerse cargo de una serie porque pensaba que sería «demasiado trabajo», sin embargo cambió de opinión cuando comenzó a pensar en su vida en Los Ángeles y en los jóvenes que también residen en la ciudad. Araki le presentó la idea a la escritora Karley Sciortino quien aceptó rápidamente y comenzaron a escribir el guion. Greg Jacobs, que había trabajado con Araki en Red Oaks y Steven Soderbergh también se unieron al proyecto, al igual que el diseñador de producción, el diseñador de vestuario y el director de fotografía que han trabajado en otros proyectos previamente.
El 26 de marzo de 2018, se anunció que Starz había otorgado la producción de una serie para una primera temporada que constaba de diez episodios. La serie sería escrita por Araki y Sciortino. También se espera que Araki actúe como director y productor ejecutivo junto a Soderbergh, y Gregory Jacobs. El 10 de diciembre de 2018, se anunció que la serie se estrenaría el 10 de marzo de 2019. El 26 de julio de 2019, se anunció que canceló la serie después de una temporada.

### Casting
En junio de 2018, se anunció que Avan Jogia, Kelli Berglund, Beau Mirchoff, y Roxane Mesquida se habían unido al elenco principal y que Evan Hart, Taylor Hart, Tyler Posey, Jacob Artist, Chris Aquilino, Desmond Chiam, RJ Mitte, y Grace Victoria Cox habían sido elegido en papeles recurrentes. El 2 de julio de 2018, se informó que Kevin Daniels y Avra Friedman se habían unido al reparto en una capacidad recurrente.

### Rodaje
La serie fue rodada durante 40 días.

## Lanzamiento

### Marketing
El 10 de diciembre de 2018, Starz lanzó un póster de la serie. El 16 de enero de 2019, se lanzó el tráiler oficial de la serie. Días después, Now Apocalypse estrenó sus tres primeros episodios como una Selección Oficial del Festival de Cine de Sundance 2019.

### Distribución
El 21 de marzo de 2019, se anunció que Starz lanzó la temporada completa de 10 episodios en sus plataformas no lineales, y que el primer episodio de la serie esté disponible de forma gratuita en las plataformas de Starz.com, YouTube, Reddit y Pride Media, incluyendo Pride.com, Out.com y Advocate.com.